# La Fragilité
Albums de Dominique A
Toute latitude
(2018) Vie étrange
(2020)
La Fragilité est le treizième album studio du chanteur français Dominique A paru le 5 octobre 2018 sur le label Cinq7/Wagram Music.

## Historique de l'album
Deuxième album de Dominique A paru en 2018 après Toute latitude au début de l'année, La Fragilité est la conséquence d'une période 2016-2017 prolifique pour l'écriture avec deux approches différentes – composition avec une boite à rythme ou à la guitare acoustique – qui décideront de la parution de la chanson dans l'un ou l'autre des disques de 2018. Cet album contient les titres, plus doux et mélodiques, écrits pour instruments acoustiques, essentiellement la guitare, tous interprétés par le chanteur et enregistrés chez lui sur une console huit pistes avant l'ajout d'orchestrations et de quelques rythmes samplés ; les pistes ont enfin été mixées en analogique.
Parmi les chansons de l'album, La Poésie, qui ouvre l'opus, est un hommage à Leonard Cohen – reprenant notamment l'accord et la rythmique de The Partisan de l'album Songs from a Room (1969) –, composé deux jours après la mort de l'auteur-compositeur canadien considéré aussi comme un grand poète et qui est l'une des influences de Dominique A,.

## Liste des titres de l'album
1. La Poésie – 4 min 04 s
2. Comme l'encre – 3 min 07 s
3. Le Grand Silence des campagnes – 3 min 54 s
4. Comme au jour premier – 2 min 47 s
5. J'avais oublié que tu m'aimais autant – 2 min 34 s
6. La Splendeur – 3 min 27 s
7. Le Temps qui passe sans moi – 3 min 14 s
8. Le Ruban – 3 min 03 s
9. Le Soleil – 4 min 38 s
10. Beau Rivage – 3 min 30 s
11. La Route vers toujours – 2 min 43 s
12. La Fragilité – 5 min 52 s

L'album dans son édition deluxe est accompagné d'un second disque intitulé Une voix file à travers ciel comprenant les titres :
1. Le Vent, ce matin –
2. Les Couloirs –
3. Une fête dans la solitude –
4. Et alors j'ai levé les yeux –
5. Les Rives ordinaires –
6. La Pauvreté –
7. J'ouvre les yeux –
8. La Loire –

## Accueil critique
La Fragilité est considéré comme un disque proposant une « ambiance intime, et une solitude apaisée » duquel se dégage particulièrement la chanson La Poésie considérée comme un « texte très fort, accompagné par une musique lumineuse, sans doute le plus beau morceau [de l']album ». Télérama met également en avant cette chanson, « bel hommage déguisé à Leonard Cohen », mais se déclare dans son ensemble déçu par cet album dont les « douze nouveaux titres, aussi aimables soient-ils, semblent trop convenus » sans réellement « renouveler les fondements d’un style qui [a] su se développer au fil des années », ne lui accordant que la note de ƒƒ. À l'inverse, le webzine Benzine met cet album « folk et pop » qu'il compare à la « beauté, la luminosité et l'élégance d’Éléor (2009) », dans la « veine la plus minimaliste de l’auteur [...] à la ligne directrice presque immuable depuis plus de 25 ans ».